# Galium carmineum
Galium carmineum là một loài thực vật có hoa trong họ Thiến thảo. Loài này được Beauverd mô tả khoa học đầu tiên năm 1937.